# Ma Zhenxia
Ma Zhenxia (chinesisch 马振霞 Mǎ Zhènxiá; * 1. August 1998 in Pingdu) ist eine chinesische Geherin.

## Sportliche Laufbahn
Ma Zhenxia bestritt 2012 ihren ersten Wettkampf im Gehen. 2014 konnte sie sich für die Olympischen Jugendspiele in ihrer chinesischen Heimat qualifizieren. Im Wettkampf über 5000 Meter konnte sie dort die Goldmedaille gewinnen. Ein Jahr später trat sie auch bei den U18-Weltmeisterschaften in Cali über diese Distanz an und konnte eine weitere Goldmedaille gewinnen. 2016 erreichte sie die nächsthöhere Altersklasse. Im Sommer trat sie im polnischen Bydgoszcz bei den U20-Weltmeisterschaften über die 10.000-Meter-Distanz an. Dort gewann sie in 45:18,45 min die Goldmedaille, die auch ihre Bestzeit über diese Distanz ist. 2017 trat sie beim Gran Premio Cantones in A Coruña in Spanien zum ersten Mal über die 20-km-Distanz an. Dort belegte sie den neunten Platz. 2019 siegte Ma bei den Asiatischen Meisterschaften im Gehen mit neuer Bestzeit in 1:28:28 h über 20 km. Bei den nationalen Meisterschaften belegte sie den fünften Platz. 2021 verbesserte sie ihre 20-km-Bestzeit auf 1:27:46 h. 2022 gewann sie im April beim nationalen Geher-Grand Prix. Im Sommer trat sie in den USA zum ersten Mal bei den Weltmeisterschaften an. Bei ihrem WM-Debüt belegte sie über 20 km den zehnten Platz. 2023 stellte Ma Anfang März in der Heimat eine neue Bestzeit in 1:26:43 h auf. Später im August trat sie in Budapest erneut bei den Weltmeisterschaften an. Diesmal belegte sie den siebten Platz. Bei ihrem Olympiadebüt 2024 in Paris belegte sie über 20 km den elften Platz.

## Wichtige Wettbewerbe
| Jahr                            | Veranstaltung                   | Ort                             | Platz                           | Disziplin                       | Zeit                            |
| Startet für Volksrepublik China | Startet für Volksrepublik China | Startet für Volksrepublik China | Startet für Volksrepublik China | Startet für Volksrepublik China | Startet für Volksrepublik China |
| ------------------------------- | ------------------------------- | ------------------------------- | ------------------------------- | ------------------------------- | ------------------------------- |
| 2014                            | Olympische Jugendspiele         | Nanjing                         | 1.                              | 5000 m Bahngehen                | 22:22,08 min                    |
| 2015                            | U18-Weltmeisterschaften         | Cali                            | 1.                              | 5000 m Bahngehen                | 22:41,08 min                    |
| 2016                            | U20-Weltmeisterschaften         | Bydgoszcz                       | 1.                              | 10.000 m Bahngehen              | 45:18,45 min                    |
| 2022                            | Weltmeisterschaften             | Eugene                          | 10.                             | 20 km Gehen                     | 1:30:39 h                       |
| 2023                            | Weltmeisterschaften             | Budapest                        | 7.                              | 20 km Gehen                     | 1:28:30 h                       |
| 2024                            | Olympische Sommerspiele         | Paris                           | 11.                             | 20 km Gehen                     | 1:29:15 h                       |

## Persönliche Bestleistungen
Freiluft
- 5000-m-Bahngehen: 21:48,00 min, 1. Juni 2019, Mondovì
- 10.000-m-Bahngehen: 45:18,45 min, 19. Juli 2016, Bydgoszcz
- 10-km-Gehen: 42:52 h, 17. April 2022, Hangzhou
- 20-km-Gehen: 1:26:07 h, 3. März 2024, Taicang
- 35-km-Gehen: 2:47:38 h, 23. April 2022, Huangshan